# Winsorisation
La winsorisation (winsorizing en anglais) est un procédé en statistiques visant à limiter l'impact de données aberrantes dans l'estimation d'un paramètre.
Le nom winsorisation a été donné par John Tukey en l'honneur du biostatisticien Charles Winsor (en).

## Principe
On considère un jeu de données numériques {\displaystyle X=(x_{1},...,x_{n})} et une statistique {\displaystyle T(X)} (la moyenne ou l'écart-type de {\displaystyle X} par exemple). Winsoriser cette statistique revient à la calculer non pas sur le jeu de données original {\displaystyle X}, mais sur un jeu de données modifié où une proportion {\displaystyle \alpha } des valeurs les plus extrêmes sont "écrasées" sur les quantiles de niveaux {\textstyle {\frac {\alpha }{2}}} et {\textstyle 1-{\frac {\alpha }{2}}}
. La proportion {\displaystyle \alpha } doit être choisie par le statisticien en fonction de la robustesse souhaitée (un choix courant est {\displaystyle \alpha =0,05}).
Plus formellement, on définit {\displaystyle X'=(x'_{1},...,x'_{n})} par
où {\displaystyle q_{\frac {\alpha }{2}}(X)}  et {\displaystyle q_{1-{\frac {\alpha }{2}}}(X)} désignent les quantiles des données {\displaystyle X} de niveaux {\textstyle {\frac {\alpha }{2}}} et {\textstyle 1-{\frac {\alpha }{2}}}.
Alors la statistique winsorisée de {\displaystyle T(X)} est {\displaystyle T(X')}.

## Exemple
On prend {\displaystyle \alpha =0,1} et on considère le jeu de données suivant
le quantile de {\displaystyle X} à 5% est {\displaystyle -5} et le quantile à 95% est {\displaystyle 101}.
On construit le jeu de données :
en remplaçant les valeurs inférieures à {\displaystyle -5} par {\displaystyle -5} et celles supérieures à {\displaystyle 101} par {\displaystyle 101}.
Pour calculer des statistiques sur {\displaystyle X} winsorisées à 90%, il suffit alors de les calculer sur {\displaystyle X'}:
- la moyenne winsorisée à 90% de {\displaystyle X} (c'est-à-dire la moyenne de {\displaystyle X'}) est de {\displaystyle 55,65}, alors que la moyenne non winsorisée de {\displaystyle X} est de {\displaystyle 101,5}.

- la variance winsorisée à 90% de {\displaystyle X} (c'est-à-dire la variance de {\displaystyle X'}) est de {\displaystyle 1545,6}, alors que la variance non winsorisée de {\displaystyle X} est de {\displaystyle 51865,4}.

- la statistique T winsorisée à 90% pour effectuer un test de Student sur l'hypothèse {\displaystyle H_{0}:\mu =0} est de {\displaystyle {\sqrt {20}}{\frac {55,65}{\sqrt {1545,6}}}=6,33} et donne une p-value de {\displaystyle 4,484\times 10^{-06}}. Non winsorisée, la statistique T donne {\displaystyle 1,9932} et la p-value {\displaystyle 0,0608}. On remarque que les conclusions du test sont différentes pour un niveau de 5% ou moins. Le test winsorisé est plus fiable dans ce cas, car il n'est pas souhaitable que deux observations seulement parmi les 20 puissent déterminer l'issue du test.

- la médiane winsorisée à 90% de {\displaystyle X} est de {\displaystyle 68}, de même que la médiane non winsorisée.

## Propriétés
La statistique winsorisée est plus robuste que la statistique originale, au sens que sa valeur sera moins influencée par les valeurs extrêmes.
Il est aisé de voir que le point de rupture (en) d'une statistique winsorisée est de {\displaystyle \alpha }.

## En pratique
Différentes fonctions permettent de winsoriser des données :
- sous R, la fonction Winsorize de la librarie DescTools.
- sous Python, la fonction mstats.winsorize de la librairie scipy.stats.
- sous Excel, la  fonction WINSORIZE de la librairie Real Statistics Resource Pack.